# David Kalokoh
David Kalokoh (Kono, 21 april 2005) is een Nederlands-Sierra Leoons voetballer die doorgaans speelt als linksbuiten. Hij speelt sinds 2018 voor Ajax, uitkomend voor het belofteteam.

## Clubcarrière
Kalokoh werd in 2012 gescout door VVV-Venlo, dat hem weghaalde bij het Venlose VV VOS. In de zomer van 2018 maakte hij de overstap naar de jeugdopleiding van Ajax. In maart 2021 kreeg hij zijn eerste profcontract aangeboden, op 15-jarige leeftijd. Op 13 januari 2023 zat hij voor het eerst op de bank bij Jong Ajax, in een 3-0 verloren wedstrijd tegen De Graafschap. Op 28 april van hetzelfde jaar mocht hij zijn debuut maken in de Eerste divisie, in een wedstrijd tegen zijn oude club, VVV-Venlo, die met 1-0 werd gewonnen. Hij viel in de 88e minuut in voor Ar'Jany Martha. In het seizoen erna mocht Kalokoh vaker in de basis beginnen. Hij scoorde zijn eerste doelpunt op 15 september 2023, tegen FC Emmen (3-3).

## Interlandcarrière
Kalokoh mag uitkomen voor zowel Nederland als Sierra Leone. Hij speelde voor verschillende Nederlandse jeugdelftallen en debuteerde in 2025 voor Sierra Leone –20.

## Statistieken
| Seizoen | Club      | Competitie     | Competitie | Competitie | Beker | Beker | Overig | Overig | Totaal | Totaal |
| Seizoen | Club      | Competitie     | Wed.       | Dlp.       | Wed.  | Dlp.  | Dlp.   | Dlp.   | Wed.   | Dlp.   |
| ------- | --------- | -------------- | ---------- | ---------- | ----- | ----- | ------ | ------ | ------ | ------ |
| 2022/23 | Jong Ajax | Eerste divisie | 2          | 0          | 0     | 0     | 0      | 0      | 2      | 0      |
| 2023/24 | Jong Ajax | Eerste divisie | 31         | 3          | 0     | 0     | 0      | 0      | 31     | 3      |
| 2024/25 | Jong Ajax | Eerste divisie | 23         | 0          | 0     | 0     | 0      | 0      | 23     | 0      |
| Totaal  |           |                | 56         | 3          | 0     | 0     | 0      | 0      | 56     | 3      |

Bijgewerkt op 24 april 2025.